# Rei de Bernícia
Els reis de Bernícia són aquells que varen governar Bernícia entre el 547 i el 670, data en què es va incorporar definitivament a Northúmbria.

## Llista de reis de Bernícia
- Ida (547–559)
- Glappa (559–560)
- Adda (560–568)
- Æthelric (568–572)
- Theodric (572–579)
- Frithuwald (579–585)
- Hussa (585–593)
- Etelfred (593–616), amb Deira annexionat
- Edwin (616–632) com a rei de Northúmbria
- Eanfrith (633–634)
- Osvald (634–641)
- Oswiu (642–670) annexà Deira definitivament i Bernícia deixa d'existir per donar pas a Northúmbria